# Karl Riedrich
Karl Riedrich (* 24. Mai 1926) ist ein ehemaliger deutscher Fußballspieler. Er gehörte 1951/52 zur Meistermannschaft der BSG Turbine Halle.

## Sportliche Laufbahn
Als die Betriebssportgemeinschaft (BSG) Turbine Halle in der Saison 1951/52 DDR-Fußballmeister wurde, waren daran 22 Spieler beteiligt, unter ihnen der 25-jährige Karl Riedrich. Er war am Meisterschaftserfolg jedoch nur mit einem 18-minütigen Einsatz am viertletzten Spieltag als Einwechselspieler beteiligt. In der Spielzeit 1952/53 wurde Riedrich lediglich in der Reservemannschaft eingesetzt. Im Oktober 1953 gab Halles neuer Trainer Gerhard Gläser Riedrich in drei Spielen eine Chance als Mittelfeldspieler. Riedrich konnte sich aber gegen Horst Ebert nicht durchsetzen. Damit war nach vier Oberliga-Einsätzen Riedrichs Karriere im höherklassigen Fußball beendet.